# L. B. Moerdani
Leonardus Benjamin Moerdani ou Benny Moerdani, né le 2 octobre 1932 à Blora, Java central et mort le 29 août 2004 à Jakarta, est un commandant de l'ABRI de 1983 à 1988 et ministère de la défense indonésien.

## Biographie
Il est célèbre pour sa position ferme dans de nombreuses situations décisives de la vie politique et sociale indonésienne. Il était également important en tant que dirigeant qui était catholique dans une communauté majoritairement musulmane. Après la Déclaration d'indépendance de l'Indonésie le 17 août 1945, Moerdani est pris dans la vague du nationalisme. En octobre 1945, à l'âge de 13 ans, Moerdani a pris part à un assaut contre un quartier général Kempeitai à Solo après que les Kempetai aient refusé de se rendre aux troupes indonésiennes. Lorsque l'Armée de sécurité du peuple (TKR), le précurseur de l'ABRI a été formée, Moerdani a rejoint une armée étudiante qui était sous l'autorité d'une brigade ABRI. De cette brigade, Moerdani a pris part à la Révolution nationale indonésienne contre les Pays-Bas, participant à une offensive générale sur Solo.
Après l'indépendance de l'Indonésie, Moerdani a terminé ses études, diplômé du collège et continuant au lycée; entre-temps, prenant un travail à temps partiel pour aider son oncle à vendre des marchandises. En 1951, le gouvernement indonésien a commencé à entreprendre la démobilisation mais la brigade de Moerdani a été jugée suffisamment performante pour que ses soldats continuent à servir avec l'ABRI. Moerdani, avec sa brigade, s'est enrôlé à centre de formation des officiers de l'armée et a commencé à s'entraîner en janvier 1951. Parallèlement, Moerdani a également participé à l'École des formateurs d'infanterie (SPI).
Moerdani a terminé sa formation militaire du P3AD en avril 1952 et du SPI en mai 1952. Il a également reçu le grade d'adjudant-chef. 2 ans plus tard, en 1954, Moerdani reçut sa commission de sous-lieutenant et fut affecté au TT III Siliwangi, qui s'occupait de la sécurité de Java occidental.